# XI wiek p.n.e.
XI wiek p.n.e.
XIII wiek p.n.e. XII wiek p.n.e. XI wiek p.n.e. X wiek p.n.e. IX wiek p.n.e.

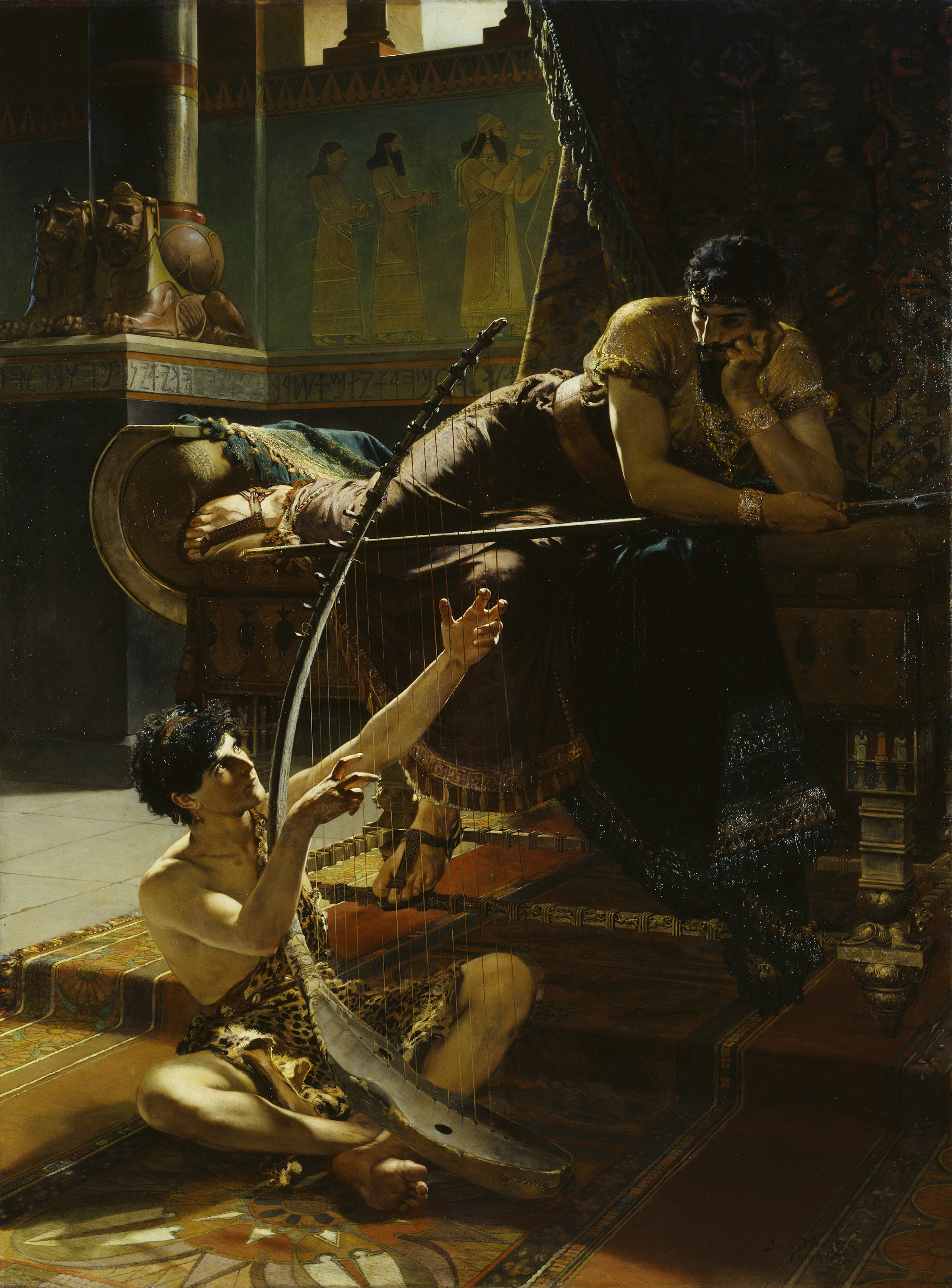
Saul i Dawid, królowie Izraela

## Wydarzenia
Europa
- około 1100 p.n.e.
  - Fenicjanie założyli kolonię Gadir (rzymski Gades, dziś Kadyks) na południowym wybrzeżu Półwyspu Iberyjskiego

Azja (w tym Bliski Wschód)
- około 1100 p.n.e. – rozwój szeroko rozpowszechnionego alfabetu fenickiego
- około 1100 p.n.e. – pierwsze wyznaczenie nachylenia ekliptyki do równika (Chiny)
- około 1080 p.n.e. – najazd Aramejczyków na Mezopotamię
- 1076 p.n.e. – upadek państwa średnioasyryjskiego
- 1046 p.n.e. – w wyniku bitwy pod Muye, w Chinach dynastia Zhou obaliła dynastię Shang
- 1042 p.n.e. – Saul został pierwszym królem Judy i Izraela
- 1010 p.n.e. – Dawid został królem Judy, a w 1008 p.n.e. także królem Izraela; za jego panowania monarchia hebrajska osiągnęła największe terytorium w historii.

Afryka
- 1070 p.n.e.
  - Smendes I założył w Egipcie dwudziestą pierwszą dynastię
  - początek Trzeciego okresu przejściowego w Egipcie